# Herpetacanthus
Herpetacanthus, biljni rod iz porodice primogovki smješten u podtribus Graptophyllinae, dio tribusa Justicieae, potporodica Acanthoideae. Sastoji se od 21 vrste iz Srednje (dvije vrste) i tropske Južne Amerike Tipična je Herpetacanthus longiflorus Nees 

## Vrste
1. Herpetacanthus acaulis Wassh.
2. Herpetacanthus acuminatus (Lindau) Bremek.
3. Herpetacanthus angustatus Indriunas & Kameyama
4. Herpetacanthus chalarostachyus Indriunas & Kameyama
5. Herpetacanthus delicatus Indriunas & Kameyama
6. Herpetacanthus longiflorus Moric.
7. Herpetacanthus longipetiolatus Indriunas & Kameyama
8. Herpetacanthus macahensis Nees
9. Herpetacanthus macrophyllus Nees
10. Herpetacanthus magnobracteolatus Indriunas & Kameyama
11. Herpetacanthus melancholicus Nees
12. Herpetacanthus napoensis Wassh.
13. Herpetacanthus neesianus Indriunas & Kameyama
14. Herpetacanthus panamensis Leonard
15. Herpetacanthus parvispica Indriunas & Kameyama
16. Herpetacanthus pauciflorus Indriunas & Kameyama
17. Herpetacanthus rotundatus (Lindau) Bremek.
18. Herpetacanthus rubiginosus Nees
19. Herpetacanthus stenophyllus Gómez-Laur. & Grayum
20. Herpetacanthus strongyloides Indriunas & Kameyama
21. Herpetacanthus tetrandrus (Nees & Mart.) Herter

## Sinonimi
- Schultzia Nees; Nov. Act. Nat. Cur. 11: 63 (1823)
- Standleyacanthus Léonard; Ceiba 3: 142 (1952)
- Juruasia Lindau; Bull. Herb. Boissier Ser. II. 4: 402 (1904)